# نبيل أسلم
نبيل أسلم (3 أغسطس 1984 في الدنمارك - ) هو لاعب كرة قدم باكستاني في مركز الدفاع. شارك مع منتخب باكستان لكرة القدم. أما مع النوادي، فقد لعب مع فيدوفري ونادي هورسينس وAkademisk Boldklub ‏ وSvebølle BI 2016 ‏ وبولدكلوبن فرم.

## وصلات خارجية
- نبيل أسلم على موقع الاتحاد الدولي (مؤرشف)  (الإنجليزية)
- نبيل أسلم على موقع قاعدة بيانات كرة القدم.إي يو (الإنجليزية)
- نبيل أسلم على موقع ناشيونال فوتبول تيمز (الإنجليزية)
- نبيل أسلم على موقع Soccerway.com (الإنجليزية)